# 보살핌의 정석
보살핌의 정석(The Fundamentals of Caring)은 미국에서 제작된 롭 버넷 감독의 2016년 드라마 영화이다. 폴 러드 등이 주연으로 출연하였고 롭 버넷 등이 제작에 참여하였다.

## 출연

### 주연
- 폴 러드
- 크레이그 로버츠
- 셀레나 고메즈

### 조연
- 바비 카나베일
- 제니퍼 엘
- 프레드 웰러
- 메간 퍼거슨
- 줄리아 덴튼
- 월터 헨드릭스

## 제작진
- 원작자: 조나단 에비슨
- 미술: 메건 C. 로저스
- 의상: 페기 스탬퍼